# Таран
Вижте пояснителната страница за други значения на Таран.
Таранът (наричан също овен) е древно обсадно бойно средство.
Това е стенобойна машина, чиято пробивна част е масивна дървена греда с остър железен връх. Гредата може да достига дължина от 30 м, а таранът – да се обслужва от 100 души.

## Конструкция и принцип на действия
Гредата се придвижва или ръчно или с помощта на вериги и въжета, с които таранът се окачва на рамката. При този вариант не е необходимо да се носи тежката греда на ръка.
За удобно придвижване на тарана и защита на войниците от защитниците на крепостта се прави защитен навес, покрит с кожи и на колела. Тази конструкция може да бъде на няколко етажа, за да се атакува на няколко нива.

## Съвременно използване
Съвременните полицейски части използват в определени случаи таран, с чиято помощ се разбиват бързо врати за постигане на максимална изненада при специални операции. Това е съоръжение, което може да се носи от един или двама души. Може да има допълнителен вграден механизъм, който при удара създава допълнително действие за увеличаване на силата му.